# Merle (ruisseau)
Pour les articles homonymes, voir Merle (homonymie).
La Merle ou le Merle est un ruisseau français qui coule dans le département de la Moselle en France. Selon les uns le nom est masculin, selon les autres il est féminin. Les arguments sont nombreux en faveur de chacune des versions. Les deux genres sont employés en français comme en allemand depuis des siècles.  C'est un affluent gauche de la Rosselle, donc un sous-affluent du Rhin par la Sarre et la Moselle. Le ruisseau Merle (Merlenbach) a donné son nom à la localité de Merlebach, aujourd'hui réunie à Freyming sous le nom de Freyming-Merlebach ainsi qu’à la revue du cercle d’histoire de L’Hôpital-Carling qui se nomme Entre Lauter & Merle. La vallée de la Merle est également appelée la vallée du charbon en raison de l'empreinte de l'exploitation du charbon lorrain sur la vallée

## Étymologie
Le nom Merle peut provenir du vieil-allemand Muor qui signifie marais et par extension ruisseau coulant dans un lieu marécageux.
- Pour le ruisseau Merle : die Mörle (1593), die Merel (1602), la Merle (1618), le Merle (1844)[5], le Merle (1868)[6], le Merlebach (1879), le Merle (1887)[7],  die Merle (1888).
- Pour la localité de Merlebach : Merlebourg et Merlebach (1629), Merlenbach (1768), Merlebach (1793), Merlenbach (1801).
- Pour la localité de L'Hôpital :  Merle (1179), Merla im Varand (1210), Merle (1214), Merlen by dem Spidade (début XVe siècle).

## Géographie
De 9 km de longueur, le ou la Merle prend ses sources dans la forêt de Zang (une des forêts domaniales de la ville de Saint-Avold), à Saint-Avold, à 252 m d'altitude, à côté de la sortie et péage n° 39 de l'autoroute française A4 et au sud de L'Hôpital dans le département de la Moselle en France. Ses sources étaient formées d'étangs disparus (le Dreihausenweiher), de mares (Hasenlach) et de marécages (Am Todtenmannspfuhl). L'une de ses sources était formée par la source de l'ancien lavoir de L'Hôpital. Les sources anciennes ayant été asséchées par les travaux d'exploitation minière, le débit est actuellement assuré par les eaux pluviales de localités avoisinantes (la cité Jeanne d'Arc de Saint-Avold, la ville de L'Hôpital) et de la plate-forme chimique de Carling/Saint-Avold. L'on peut noter également l'apport des eaux d'exhaure de l'ancien puits Vouters.
La confluence en rive gauche de la Rosselle s'effectue sur la commune de Freyming-Merlebach, à 207 m d'atitude près de la station d'épuration.

## Communes et canton traversés
Dans le seul département de la Moselle, le ruisseau Merle traverse les trois communes et deux cantons :
- dans le sens amont vers aval : Saint-Avold (source), L'Hôpital, Freyming-Merlebach (confluence).

Soit en termes de cantons, le ruisseau appelé Merle prend source dans le canton de Saint-Avold-2, conflue avec la Rosselle dans le canton de Freyming-Merlebach, le tout dans l'arrondissement de Forbach.

## Affluents
Le ou la Merle n'a pas d'affluent référencé, son rang de Strahler est donc de un.
L'on peut signaler le Doerrenbach (ruisseau), un affluent non référencé qui prend ses sources en Allemagne (sous le nom de Dörrbach) dans la forêt de Karlsbrunn et sous l'actuel quartier de L'Hôpital Cité La Colline. Le cours du Doerrenbach qui se versait directement dans la Merle à hauteur de la cité minière de Sainte-Fontaine a été modifié par les travaux d'exploitation de la carrière Barrois et par l'élévation du terril de Sainte-Fontaine. Il coule désormais en direction des plans d'eau de la Carrière Barrois qui alimentent indirectement le ruisseau Merle.
Un autre affluent actuellement asséché s'appelait le Lebach. Le Lebach était cadastré en 1878 section A n° 138, situé au lieu-dit Lebacherseck (ce qui signifie le coin du Lebach) sur la ban de Saint-Avold. Il formait un affluent de la Merle à hauteur de la localité du Moulin de L'Hôpital. En 1879, le Lebach était plus important que la Merle. Il mesurait de 0,40m à 2,05m de large pour une profondeur de 1,10m alors que  le Merle avait à l'époque une largeur de 0,30m à 1,80m pour une profondeur de 1m.

## Hydrologie

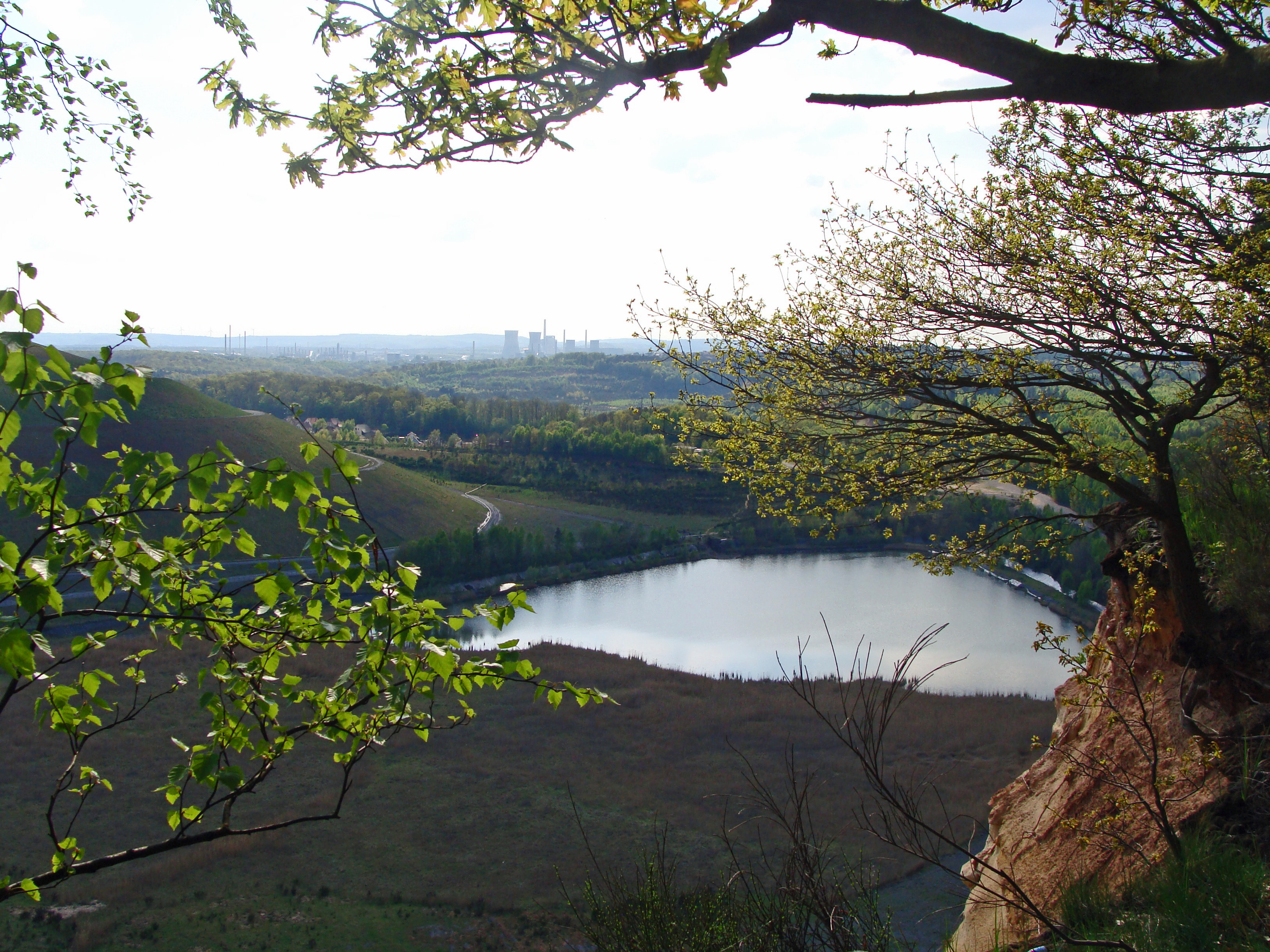
La vallée de la Merle vue de la carrière Barrois

Le ou la Merle est un ruisseau moyennement abondant présentant des fluctuations saisonnières de débit peu marquées. Les hautes eaux se déroulent en saison hivernale. L'on peut noter quelques rares épisodes de crues (1982 et 1986).

## Qualité de l'eau
Une lagune de 1.5 hectare a été exploitée de 1938 à 1990 par la cokerie de L'Hôpital-Carling : les eaux ammoniacales et polluées de cette cokerie transitaient par cette lagune avant d’être rejetées dans la rivière Merle, ce qui faisait de ce ruisseau l’un des plus pollués de France. On estime que durant cette période 800 000 tonnes ont transité par cette lagune. Cette lagune, située sur le territoire de la commune de L’Hôpital au lieu-dit du "Moulin", reste une zone toujours interdite d’accès et sous surveillance. En 2012, il n'y a plus d'organisme vivant dans les eaux polluées de la Merle.

## Toponyme
Le ou la  Merle a donné son nom à la'ancienne commune de Merlebach fusionnée depuis 1971 à celle de Freyming au sein de l'actuelle commune de Freyming-Merlebach : — Merleburg (1610) ; — Merlebourg et Merlebach (1629) ; — Merlenbach (1768) ; — Merlebach (1793) ; — Merlenbach (1801).
Ce nom a également été porté par la localité de L'Hôpital (Moselle) du XIIe siècle au XVe siècle : — Merle (1179) ; — Merla im Varand (1210) ; — Merlen by dem Spidade (début XVe siècle).

## Histoire de la vallée de la Merle
Époque gallo-romaine : à Sainte-Fontaine s'élevait non loin de la Merle un temple près d'une source sacrée. Les vestiges en étaient encore visibles au XVIIIe siècle.
Selon l’historien Henri Hiegel, on note la présence d’une ferme bâtie à L'Hôpital en 1198 au bord du ruisseau du Merle, à la lisière de la forêt du Warndt.
En 1584 on mentionne  déjà la Spittlermühle (Moulin de L'Hôpital).
Proche de la Merle, se trouve le lieu-dit Leutenantsgefeldt. Il apparaît déjà sur la carte de Cassini du XVIIIe siècle. Il fait actuellement partie du ban de la commune de Saint-Avold. Son nom vient d'un apanage donné en 1625 au capitaine Guillerme de Boningen (1605-1630) par le prince Louis de Guise, baron d'Ancerville (1588-1631). On y trouve un ancien corps de ferme.
En janvier 1628 une crue de la Merle mine la digue de l'ancien étang du moulin de L'Hôpital et emporte la chaussée du chemin qui relie L'Hôpital à Saint-Avold.
En 1749, le duc de Lorraine établit une fonderie près du ruisseau de la Merle, comprenant un haut-fourneau fonctionnant au charbon de bois et une forge. Cet ensemble fut donné en bail à la famille de Wendel en 1759 et exploité jusqu'en 1849. Une fabrique de vinaigre prit la suite et fonctionna jusqu'en 1896.
En 1752, découverte à Sainte-Fontaine d'une stèle représentant la déesse gauloise Sirona.
Le 2 septembre 1755, naissance probable du général et comte de l'Empire Michel Ordener au moulin de L'Hôpital, une scierie familiale établie sur la Merle. Michel Ordener est inhumé au Panthéon de Paris. Son nom est inscrit sur l’arc de triomphe de l'Étoile, côté Ouest et une rue du 18e arrondissement lui est dédiée.
En 1820, 1864, 1867 et 1869 découverte sur le site de Sainte-Fontaine de nombreux vestiges archéologiques gallo-romains : vase en bronze, statuette en bronze du dieu Mercure, bas-relief représentant une déesse, parties de statues diverses en pierre ainsi que des monnaies,.
En 1855 on fonce le puits du Hochwald qui est le premier des trois puits de charbon du Siège V.
En 1862 on construit le Siège II qui comprend le puits no 1 (ou puits Neuf), le puits no 2, un lavoir à charbon dont les eaux usées sont déversées dans la Merle.
Le 1er mai 1866, inauguration de la ligne de chemin de fer Béning-lès-Saint-Avold-Carling qui passe par la vallée de la Merle. On inaugure une petite gare au Siège II.
En 1872 on fonce dans la vallée de la Merle le puits Vouters no 1. Il sera démantelé de 1962 à 1963.
En 1874 on fonce à L'Hôpital, sur la partie qui surplombe la Merle à hauteur de l'ancien moulin, les puits no 3 et no 4 qui formeront le Siège III.
En 1875 on fonce le puits no 5 (également appelé puits Vouters no 2) qui devient le second puits du Siège V de Freyming-Merlebach. En 1905 on fonce le troisième puits du Siège V qui sera appelé puits Hugo Stinnes (ou puits de Freyming). Le tout sera complété d'un lavoir à charbon dont les eaux usées sont déversées dans la Merle.
En 1908 on fonce sur les bords de la Merle, le puits de Sainte-Fontaine (aussi appelé puits Waldemar Müller) qui restera en activité jusqu'en 1986. Son chevalement est inscrit aux monuments historiques. De cette époque date le projet de construction de la gare de Sainte-Fontaine dont les fondations requièrent de canaliser et de recouvrir la Merle sur une longueur de 250m.
En 1910 à Sainte-Fontaine, fonçage du puits August Thyssen (également appelé puits Peyrimhoff).
En 1922, à l'Est de l'étang (disparu) établi sur la Merle, découverte d'une stèle en pierre représentant la déesse gauloise Epona. Cette stèle se trouve au Musée lorrain de Nancy.
La Cokerie de L'Hôpital-Carling va exploiter de 1938 à 1990 une lagune de 1.5 hectares : les eaux ammoniacales et polluées de la cokerie transitaient par cette lagune avant d’être rejetées dans la rivière Merle. Cette lagune toujours en activité, recueille de nos jours les eaux usées de la plate-forme chimique de Carling - Saint-Avold. Située sur le territoire de la commune de L’Hôpital au lieu-dit du "Moulin", elle reste une zone toujours interdite d’accès et sous surveillance.
Le puits Vouters no 2 est creusé dans la vallée de la Merle (aussi qualifiée de vallée du charbon) depuis janvier 1958 jusqu’à 1 327 mètres (le plus profond de Lorraine). La tour d'extraction du puits no 2 a été démolie par dynamitage le 14 juin 2007.
En 1967, création dans la forêt de Zang, proche de la Merle, de l'Arboretum de L'Hôpital.

## Patrimoine - Curiosités - Tourisme

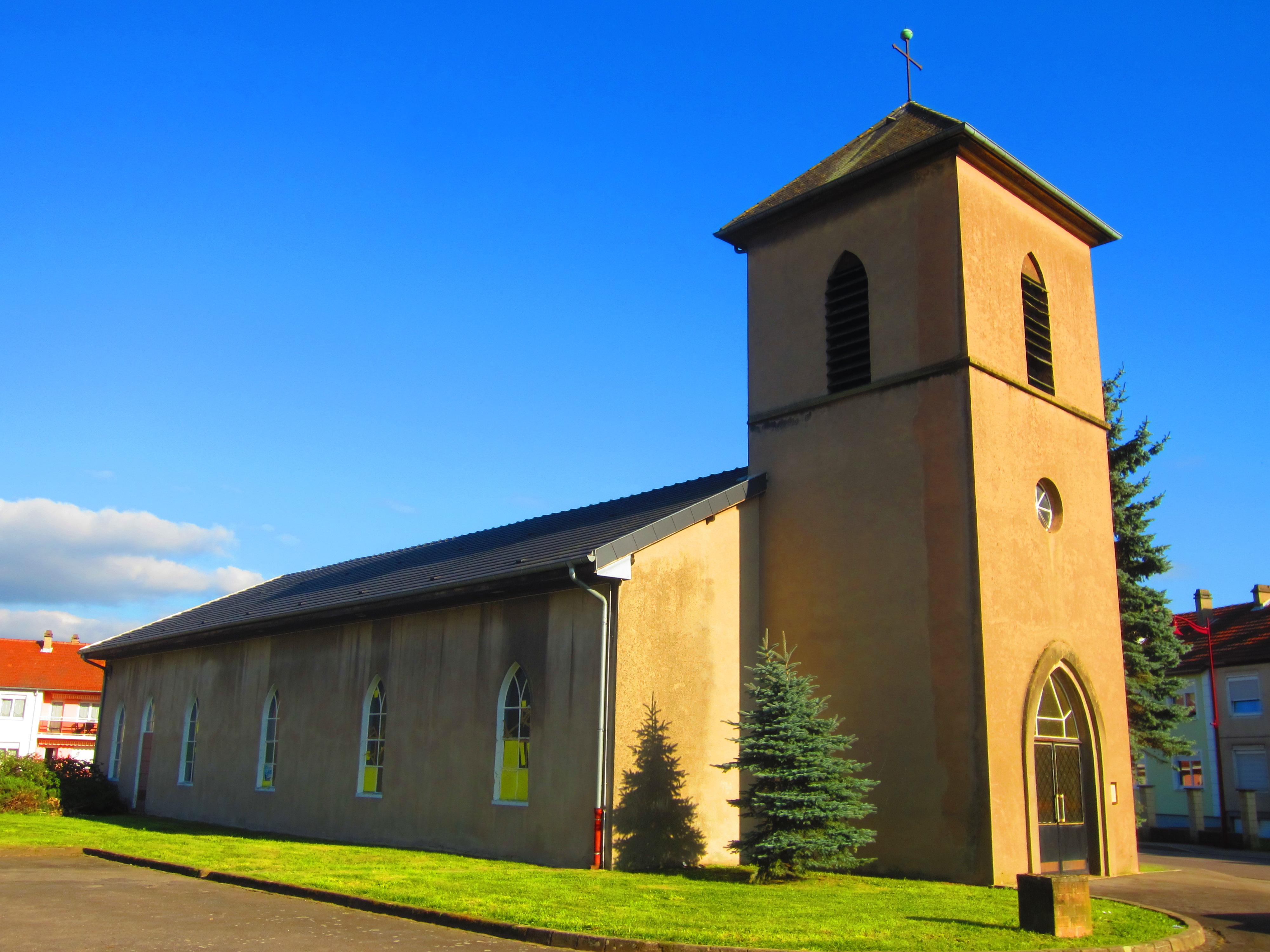
Église Sainte-Thérèse de l'Enfant Jésus de la cité La Colline (L'Hôpital)

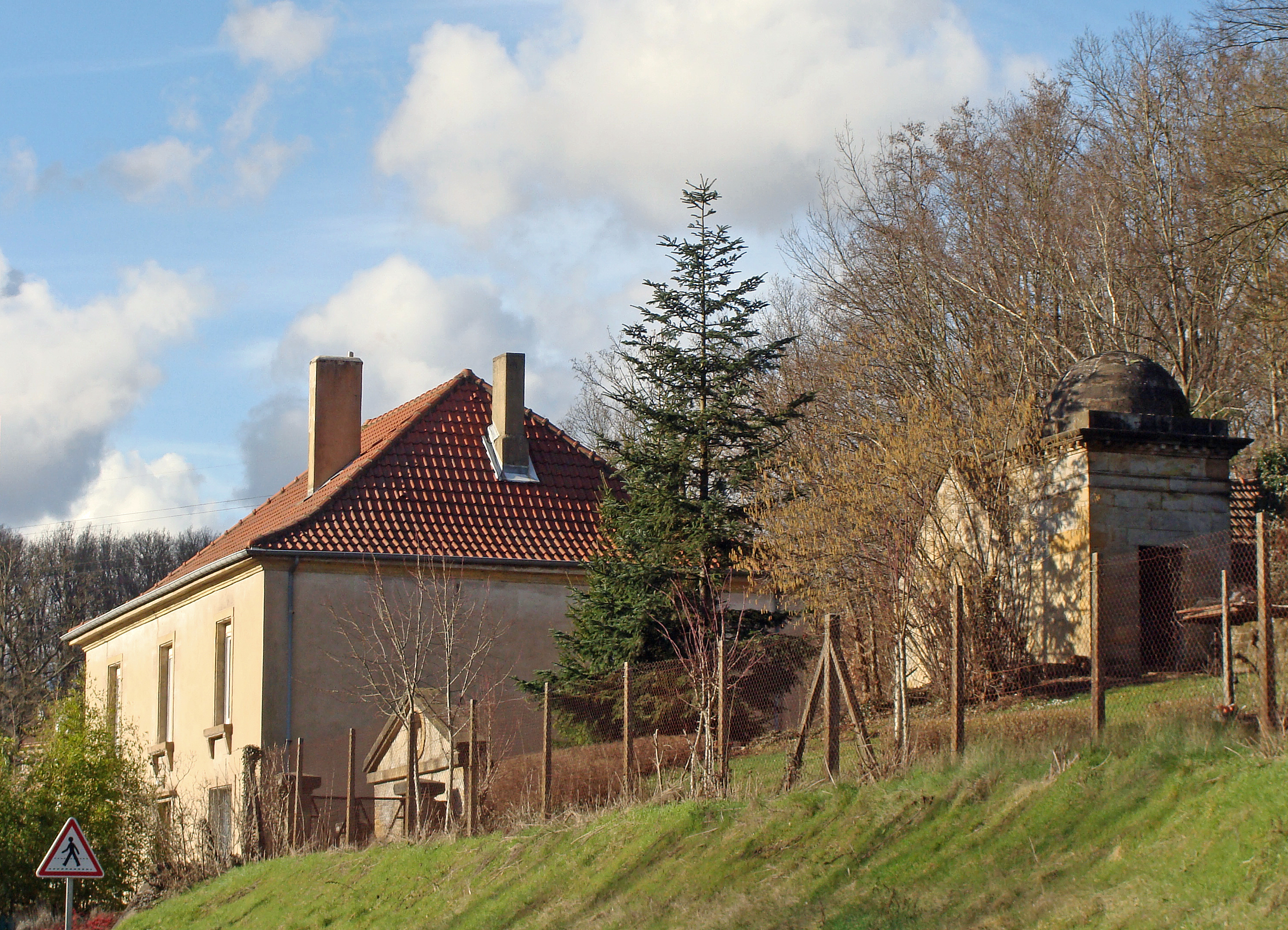
La Villa-Louise et son petit temple

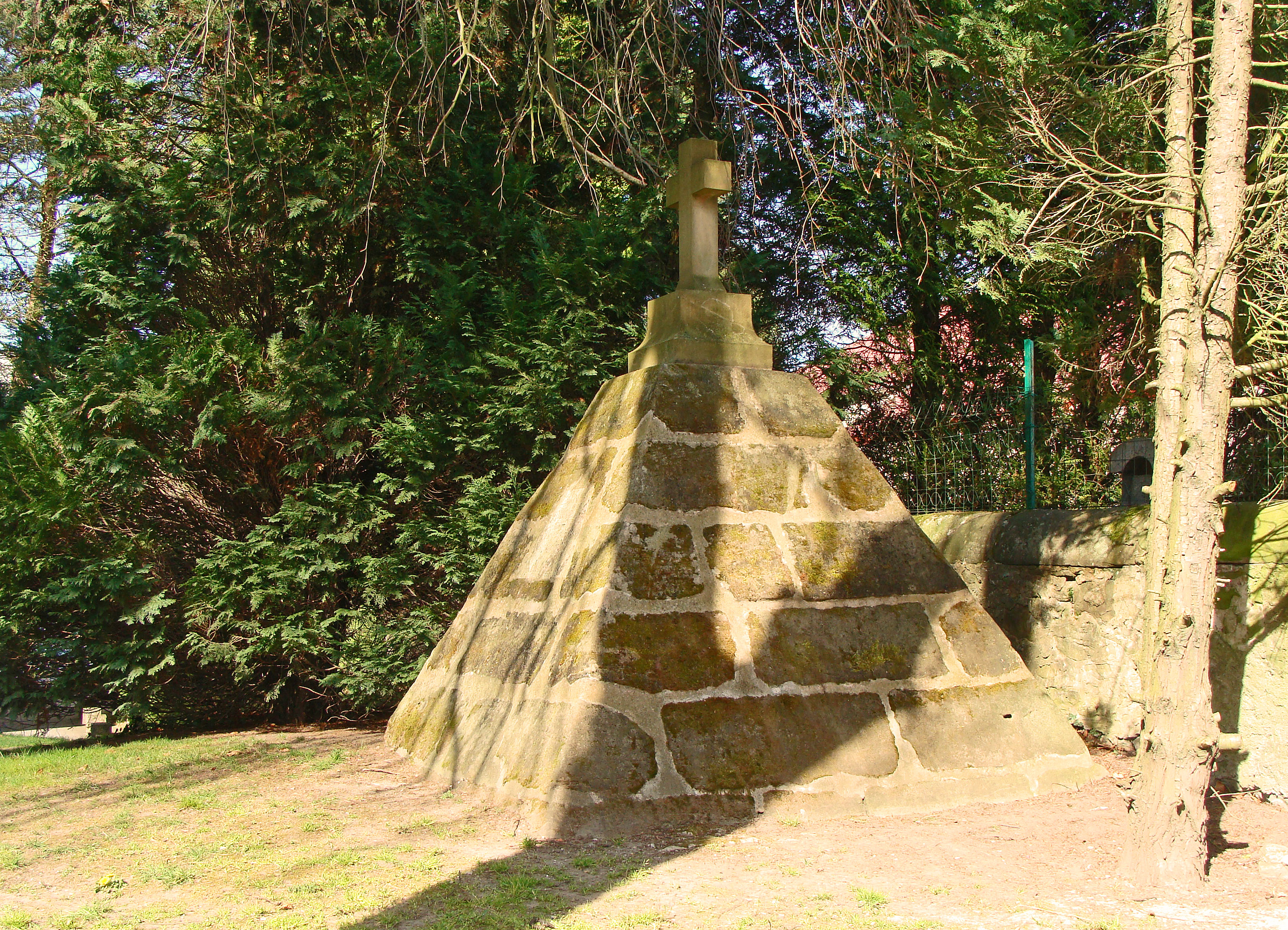
Tombe pyramidale de Philippe-Louis Mangay à Freyming

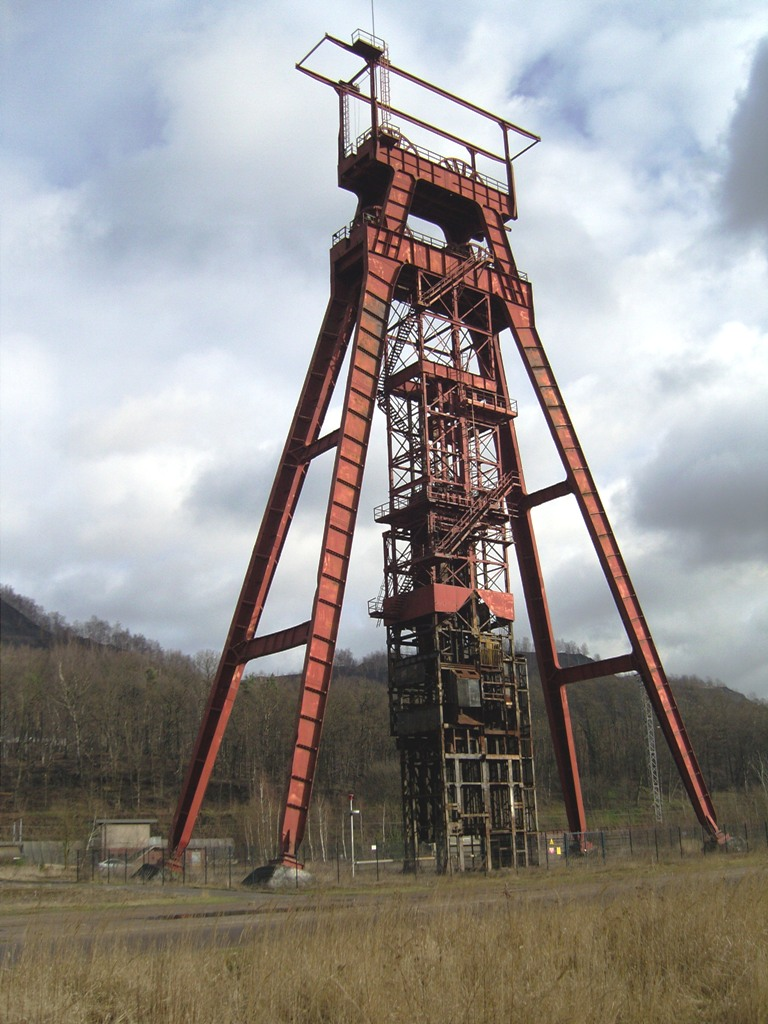
Le puits de Sainte-Fontaine (monument historique)

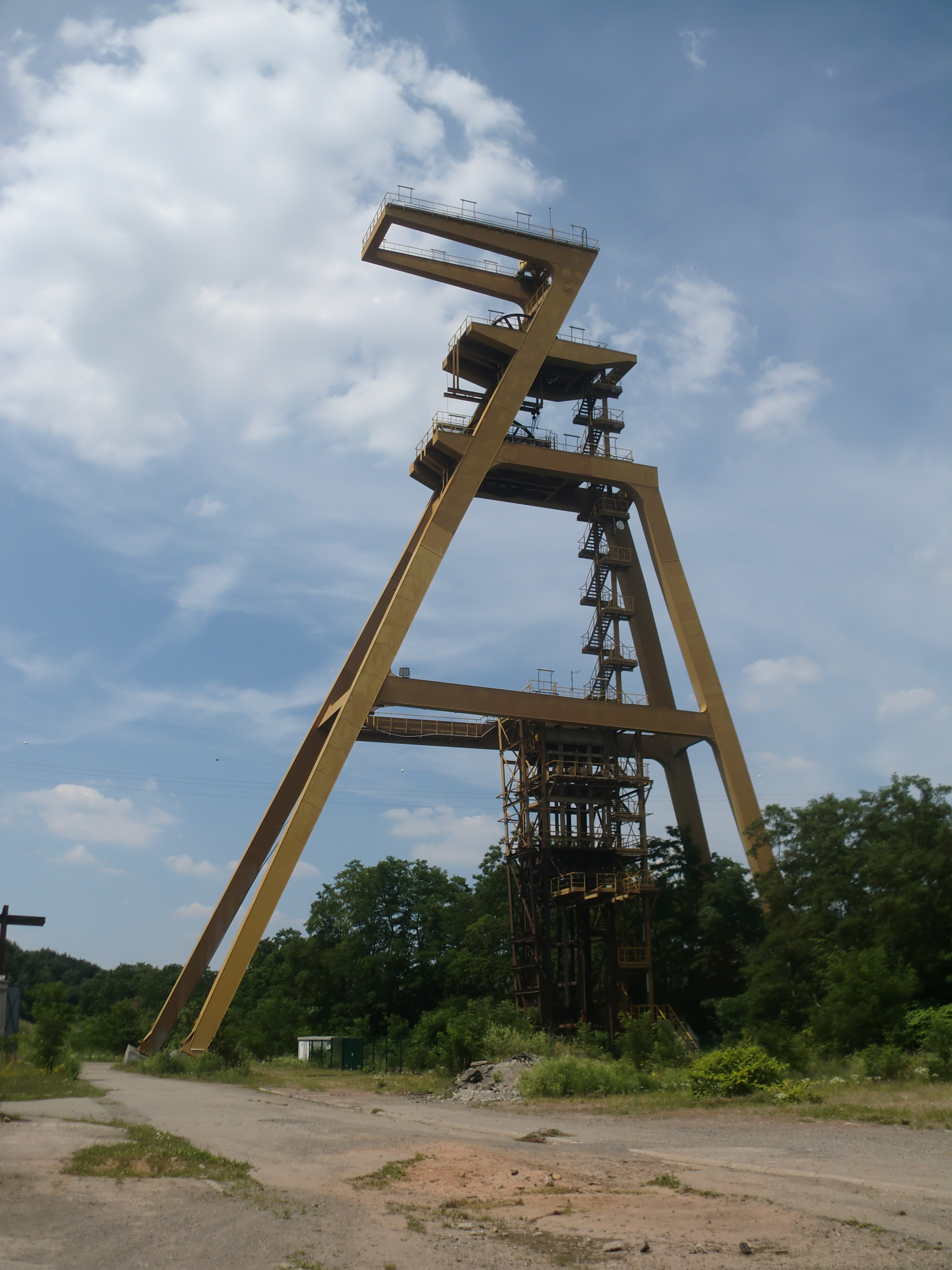
Le puits Cuvelette Nord

Tout au long de la vallée de la Merle l'on peut noter plusieurs curiosités :
- Le hameau disparu du Moulin de L'Hôpital ou Spittlermühle. L'ancien moulin de L'Hôpital déjà mentionné en 1584 puis bien avant 1756, ne fonctionnait plus depuis 1876. Il a été rasé en 1966 ainsi que les maisons qui l'entouraient. Son étang a été comblé et sa digue détruite. Le moulin de L'Hôpital était entouré de diverses habitations, d'un lavoir et d'un four à pain. À proximité se trouvait une maison forestière. En 1900, ce hameau comptait 94 habitants. Seuls subsistent le nom de la rue ainsi que l'ancien pont du chemin de fer en pierres de taille qui en permettait l'accès.
- Le lieu-dit Leutenantsgefeldt. Il apparaît déjà sur la carte de Cassini du XVIIIe siècle. Il fait actuellement partie du ban de la commune de Saint-Avold. Son nom vient d'un apanage donné en 1625 au capitaine Guillerme de Boningen (1605-1630) par le prince Louis de Guise, baron d'Ancerville (1588-1631). On y trouve un ancien corps de ferme.
- Proche de la Merle, l'ancienne gare de L'Hôpital. De style impérial allemand, elle a été construite sur la ligne ferroviaire Béning-Hargarten. Restaurée, elle abrite de nos jours une salle communale. Sa façade latérale est ornée d'une fresque réalisée par l'artiste-peintre Peter Musslé en 1999 (Peter Musslé est le responsable de "L'école du moulin" de Théding). La façade principale porte le sigle historique de l'ancienne Preußische Eisenbahn (société de chemin de fer prussienne). Devant la façade principale se trouve un groupe de 3 statues. Dans la rue de la Gare qui descend vers la vallée de la Merle, se trouve un calvaire du dix-huitième siècle (patrimoine classé) remplaçant un calvaire plus ancien du quinzième avec inscriptions votives diverses, représentant trois personnages (Marie, Sainte Marie-Madeleine et Saint Jean) au pied de la croix, reconstruit en 1859, rénové en 1875 et déplacé en 2012 à son emplacement actuel. Il a été complètement restauré et mis en valeur ;
- Surmontant la vallée de la Merle, la cité minière La Colline de L'Hôpital a vu le jour à partir de 1946. Une église catholique y est construite en 1950, l'église catholique Sainte-Thérèse de l'Enfant Jésus. Elle se présente comme un ensemble formé d'une tour-porche, d'une nef et du chœur. Elle est bénie le 16 avril 1950 par Monseigneur Schmitt, vicaire général de l'Évêché et affectée la même année d'un prêtre résident. Ancienne cloche de 1922 provenant de l'église Saint-Nicolas de L'Hôpital. Toit rénové en 2010.
- Les cités minières Jeanne d'Arc et Arcadia (actuellement sur le ban de la commune de Saint-Avold) avaient été rattachées à L'Hôpital durant la Seconde Guerre Mondiale par un arrêté de l'administration allemande du 21 mars 1941 approuvé par la loi du 10 février 1943. Elles avaient été débaptisées et portaient le nom de cité Waldheim et confiées à l'administration du Stadtkommissar de Spittel, de même que la cité Sainte-Fontaine et certaines zones industrielles (puits 6, cockerie de L'Hôpital-Carling, centrale Paul Weiss). À la libération, malgré l'opposition de la ville de L'Hôpital, les électeurs de la cité Jeanne d'Arc décident le 7 juillet 1946 le retour de la cité à Saint-Avold. Toutes ces parties retourneront définitivement à Saint-Avold de 1948 à 1949.
- la carrière Barrois. Située entre les communes de L'Hôpital, Saint-Avold et Freyming-Merlebach le long de la frontière franco-allemande, l'ancienne carrière de grès et de sable longe l'espace naturel de la forêt du Warndt classé Natura 2000 côté allemand. Elle est la plus grande de tout le bassin houiller lorrain. Elle est bordée côté Sud de l'ancien terril de la mine de charbon de Sainte-Fontaine. Exploitée de 1920 à 2001[note 1] pour remblayer les vides laissés par l'exploitation charbonnière, elle se présente comme un profond canyon, long de 4,5km et large de 850m. Le fond est occupé par divers plans d'eau dus aux remontées de la nappe phréatique. La roche se présente comme un grès bigarré triasique friable. Après la fin de l'exploitation charbonnière dans le bassin houiller de Lorraine, le site a été mis en sécurité et renaturé par la société des Charbonnages de France de 2001 à 2004 et ouvert au public le 2 octobre 2010. La nature y reprend lentement ses droits.

- Les vestiges gallo-romains du quartier Sainte-Fontaine. Stèle d'une déesse gallo-romaine conservée à Freyming-Merlebach.
- L'église Notre-Dame des Mines de Sainte-Fontaine (construite au XXe siècle). Elle s'élève dans la vallée du Doerrenbach (ruisseau) face à celle de la Merle.
- La Villa-Louise (XVIIIe), qui avait appartenu à la riche famille des Mangay. Elle est située dans le quartier Sainte-Fontaine (commune de Freyming-Merlebach). Philippe-Louis Mangay (1782-1842) était avocat à la cour royale de Metz. Il est inhumé dans une tombe de forme pyramidale, square Saint-Maurice à Freyming-Merlebach[26]. Cette tombe est située près du chœur (XVIIIe) de l'ancienne église paroissiale disparue de Feyming[27]. Située près d’un étang (disparu) la Villa-Louise a servi de guinguette avant la Seconde Guerre mondiale, puis de casino de la mine et magasin d’alimentation (SAMER). Elle est de nos jours une propriété privée.
- Surmontant la vallée de la Merle, l’église Saint-Maurice, dans le quartier de Freyming, construite de 1911 à 1913, elle fut richement décorée par le célèbre Paul Geissler, les vitraux sont de Zettler de Munich, elle ne subit aucune modification depuis sa construction et passe pour un chef-d’œuvre authentique de l’art néobaroque.
- Dans la vallée de la Merle, commune de Saint-Avold, rue du Merle, le Centre des archives industrielles et techniques de la Moselle (CAITM). Ce centre construit autour du très important fonds des HBL (Houillères du bassin de Lorraine), présente (en 2013) 8,5 kilomètres linéaires d'archives papier (sur une période allant de 1816 à 2007), 20 000 photographies et diapositives, 4000 livres sur les industries mosellanes, environ 4500 films conservés en chambre froide, près de 80 revues et périodiques et 100 000 plans. Il est géré par le conseil général de la Moselle.

- Les anciens vestiges et chevalements des puits de mine de la vallée de la Merle: 
  - Le Puits 2 situé rue de la Gare à L'Hôpital. Date de début du fonçage : 1862. Profondeur : 615,80 m. Diamètre : 3,00 m à 5,00 m. Extraction de charbon arrêtée en 1918. Puits fermé en 1971. Ses ateliers construits en brique rouge sont restaurés et visibles de la rue. Ils ont été rachetés par la municipalité en 2005 et abritent un dojo et une salle d'haltérophilie.
  - Le Puits Waldemar Müller ou Puits de Sainte-Fontaine. Le puits de Sainte-Fontaine se trouve sur le ban de la commune de Saint-Avold. Il a été rattaché à la commune de L'Hôpital de 1941 à 1949. Date du fonçage : 1908. Profondeur : 1 036,83 m. Diamètre : 6,50 m. Le puits fermera une première fois en 1972, mais il reprendra du service en 1976, avant de fermer définitivement en 1986. Le chevalement est inscrit aux monuments historiques[23].
  - Le puits Peyerimhoff ou puits August Thyssen. Implanté à Freyming-Merlebach, face au puits de Sainte-Fontaine dans la carrière Barrois, ce puits appelé à l'origine puits August Thyssen sera foncé dès 1909-1910, atteignant une profondeur de 800 mètres. L'extraction dans ce puits cessa en 1972 avant de reprendre en 1976 puis stoppé à nouveau dix ans plus tard. Le chevalement est démoli en 1994[28].
  - Le Puits de Freyming ou Puits Hugo Stinnes. Situé à Freyming, ce puits d'extraction est entrepris en janvier 1905 jusqu’à 772 mètres au nord-ouest du puits no 5. Il était employé pour l'extraction de l'ensemble des charbons de l'unité de Merlebach grâce à quatre skips[29].
  - Les Puits Cuvelette Nord et Sud. Les deux puits seront creusés à Freyming-Merlebach à partir de janvier 1930, ils dépasseront les 600 mètres de fond. Le puits Nord servait à l'extraction jusqu'en 1966. Il sera ensuite intégré à l'unité d'exploitation de Merlebach pour l'aérage des chantiers. En 1991, le puits Nord reçoit un nouveau chevalement métallique « moderne » de type porte-à-faux à la suite d'un approfondissement jusqu’à 1 289 mètres de profondeur. De nos jours, la quasi-totalité du carreau est conservée vide mais en relativement bon état, le chevalement du puits Sud est le dernier chevalement en béton armé du bassin à être toujours debout, c'est ainsi qu'il a été inscrit aux monuments historiques[30],[31].
  - Les Puits Vouters n°1 et n°2. Ce siège composé de deux puits se trouve à Freyming-Merlebach. Le puits no 1 est creusé depuis 1872 jusqu’à 756 mètres. Il sera démantelé de 1962 à 1963[22]. Le puits no 2 est creusé depuis janvier 1958 jusqu’à 1 327 mètres (le plus profond de Lorraine). La tour d'extraction du puits no 2 a été démolie par dynamitage le 14 juin 2007[25].